# Thaisa
Thaisa de Moraes Rosa Moreno, vanligen kallad Thaisa, född den 17 december 1988, är en brasiliansk fotbollsspelare som spelar för AC Milan i Italien. Thaisa ingick i Brasiliens lag under Olympiska sommarspelen 2016 och har deltagit i två världsmästerskap, 2015 och 2019.